# Silnice II/316
Silnice II/316 je silnice II. třídy, která vede z Kostelce nad Orlicí do Běstovic. Je dlouhá 13,8 km. Prochází dvěma kraji a dvěma okresy.

## Vedení silnice

### Královéhradecký kraj, okres Rychnov nad Kněžnou
- Kostelec nad Orlicí (křiž. I/11, III/3161, III/3162)
- Kostelecká Lhota
- Koryta (křiž. III/3163, III/3164)
- Svídnice
- Krchleby (křiž. III/3166)
- Přestavlky (křiž. III/3167)
- Rájec (křiž. III/31610, III/31611)

### Pardubický kraj, okres Ústí nad Orlicí
- Skořenice
- Běstovice (křiž. II/317)